# Ischyropalpus sturmi
Ischyropalpus sturmi är en skalbaggsart som först beskrevs av Laferté-sénectère 1849.  Ischyropalpus sturmi ingår i släktet Ischyropalpus och familjen kvickbaggar. Inga underarter finns listade i Catalogue of Life.